# Lago de Neusiedl
O Lago de Neusiedl (em alemão:  Neusiedler See, em húngaro:  Fertő tó) também conhecido como Lago de Fert, é um lago endorreico situadoi na fronteira da Áustria com a Hungria. Tem 315 km2 de área. Em 1993 foi declarado parque nacional na Hungria por causa da sua variedade de ecossistemas. Junto com parque nacional Fertő-Hanság foi a partir de 2001 classificado pela UNESCO como Paisagem Cultural de Fertö/Neusiedlersee. Em 1982 (parte austríaca) e 1989 (parte húngara) foi incluído como sítio Ramsar.

## Geografia
O Lago Neusiedl é um dos poucos lagos na Europa que não é banhado por nenhum rio. É o segundo maior lago de estepe na Europa Central e está localizado na fronteira entre Áustria e Hungria. A extensão do lago é de 315 km², dos quais  240 km² estão localizados no território austríaco e 75 km² no  território húngaro. De norte a sul, o lago tem cerca de 36 km, e entre 6 e 12 km de leste a oeste. Na média o lago está a 115,45 m acima do nível do Mar Adriático e não tem mais de 1,80 m de profundidade. Chuvas e secas podem causar cheias significantes e decréscimos significantes no nível do lago, respectivamente. No passado, o lago desapareceu por completo muitas vezes, a última delas no início do século XX.

## Flora e fauna
O parque nacional de Neusiedler See-Seewinkel, o único parque nacional estepário da Europa Central é o lugar escolhido por numerosas aves em perigo de extinção para fazer seus ninhos e constitui uma zona de descanso imprescindível na longa travessia de outras tantas aves migratórias que descansam aqui de sua viagem do norte da Europa até a África e vice-versa.
O Lago Neusiedl é um verdadeiro paraíso para as aves, o que lhe outorga uma beleza especial. Observar os pássaros na impressionante desolação dessa paragem é muito impactante. Pode-se ouvir o som que produzem as asas da garça real púrpura ao voar, o salpicar da água que produzem os pelicanos ao pescar e os diferentes sons que entoam a avoceta com uma claridade perfeita. Mas existem muitas outras espécies que podem encontrar-se neste entorno, e cada uma com um encanto próprio. Para quem gosta de observar aves este é um dos melhores entornos para praticar este passatempo.
A leste do Lago de Neusiedl encontra-se uma flora específica das estepes salinas.

## Atrações

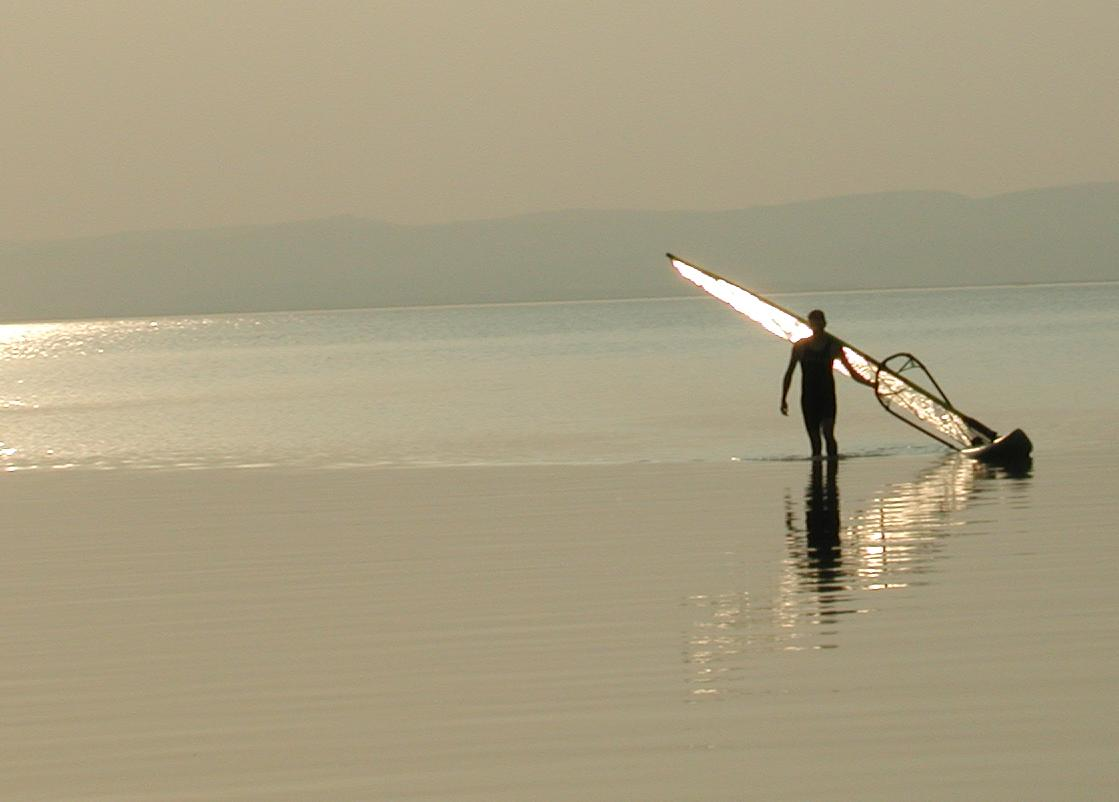
Windsurfer em Podersdorf

A região do Lago de Neusiedl atrai muitos turistas a cada ano. O lago é conhecido como o "mar de Viena" e oferece condições suficientes para a prática de vela e windsurf. Há também uma pequena pesca.
Podersdorf é o melhor lugar para banhos no lago e também praticar windsurf.
A paisagem aberta do Seewinkel (extremidade do lago) tem uma fauna muito variada, e pode ser apreciada de diversas formas, tanto em excursões guiadas a pé, como em circuitos de carroça com cavalo, passeios a cavalo ou excursões de bicicleta.
Na sua margem encontra-se um zoológico com animais da estepe húngara e o palacete de caça imperial construído por Hildebrant em Halbturn.
Um pouco mais longe encontram-se Rust, com uma formosa parte antiga, a praia de Seebade e Mörbisch com casas magiares de grande encanto, excelentes vinhos e também operetas de verão sobre o cenário do lago.
Coberta por vinhas, a cadeia de colinas a oeste do Lago Neusiedl é a área de viticultura mais tradicional de Burgenland.
Museus ao ar livre, galerias e estúdios de artistas convidam-no a conhecer o cenário de arte e cultura da região. Os palácios barrocos de Eisenstadt, Halbturn e Kittsee testemunham a história imperial da região. Museus locais como o museu da vila em Mönchhof contam a história da vida diária de uma sociedade agrária.

## Ver também

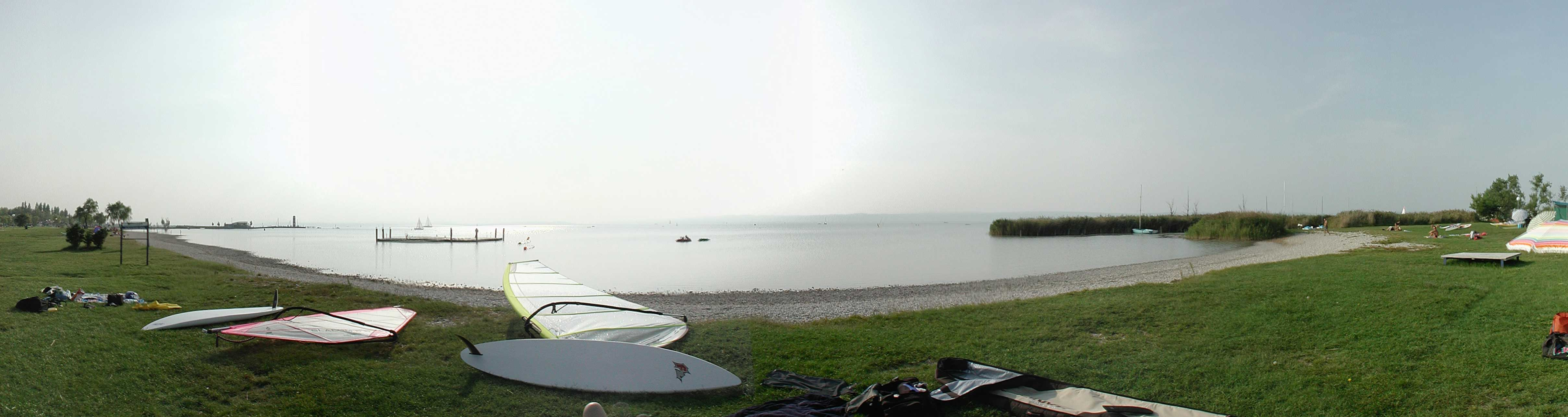
Lago de Neusiedl - Podersdorf.